# گل آفتابی سکه‌ای
گل آفتابی سکه‌ای (نام علمی: Helianthemum nummularium) نام یک گونه از سرده گل آفتابی است.

## نگارخانه

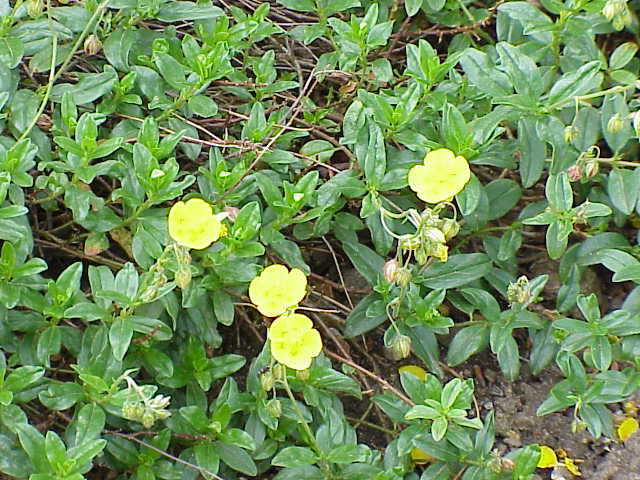
-->
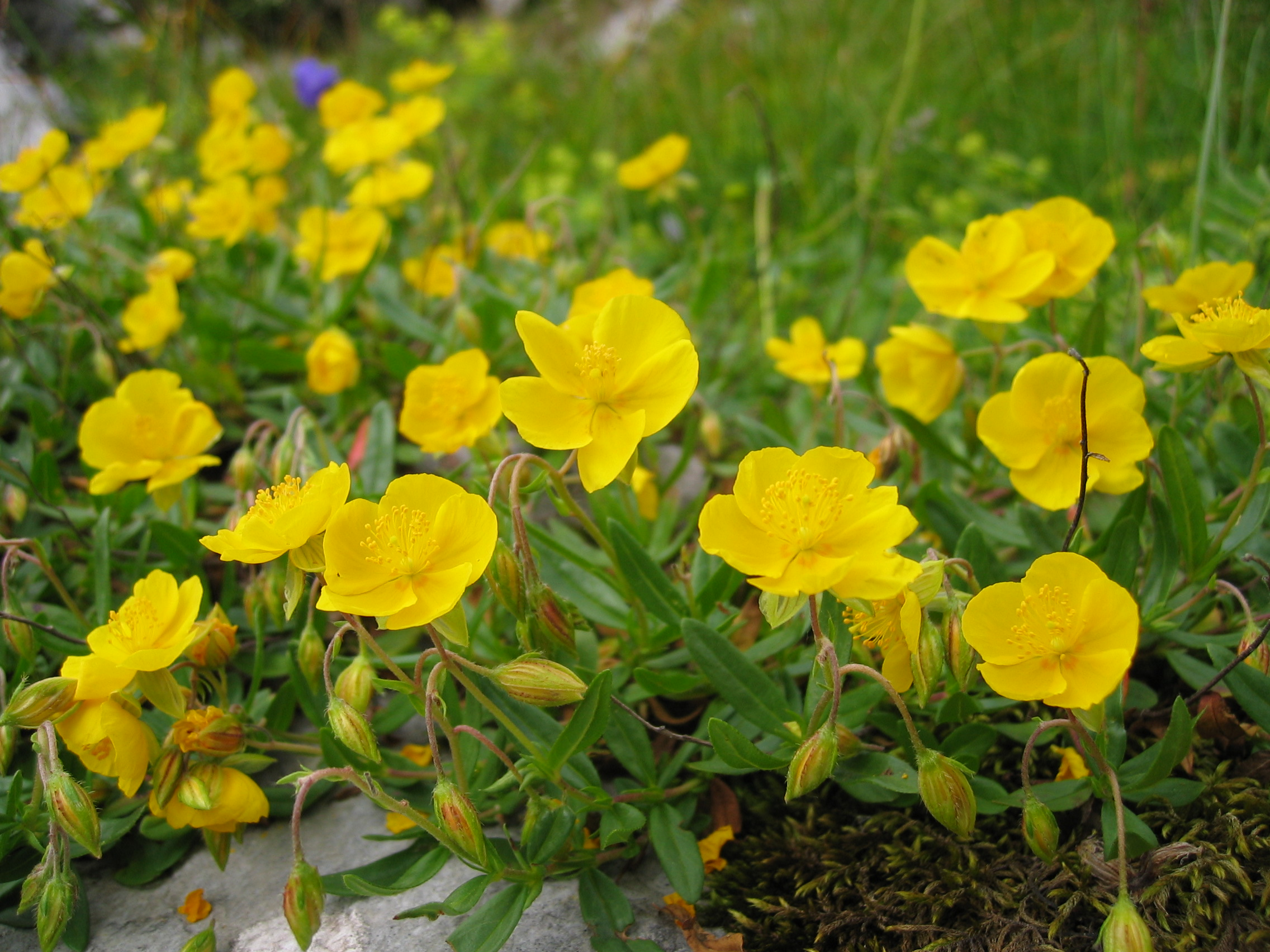